# EXPOスーパーワールドオーケストラ
EXPOスーパーワールドオーケストラ（エキスポスーパーワールドオーケストラ）は、2005年日本国際博覧会「愛・地球博」の開会式のために特別編成されたオーケストラである。世界中のオーケストラのコンサートマスターや首席奏者を中心とした、約105名で編成されている 。指揮は佐渡裕、コンサートマスターはウィーン・フィルハーモニー管弦楽団のフォルクハルト・シュトイデが務めた。
開会式翌日の2005年3月25日にはEXPOドームにおいて「愛・地球シンフォニー」コンサートを公演した。

## メンバーが所属する主なオーケストラ
| - ウィーン・フィルハーモニー管弦楽団 - ウィーン国立歌劇場管弦楽団 - ウィーン交響楽団 - ベルリン・フィルハーモニー管弦楽団 - ベルリン交響楽団 - バイエルン放送交響楽団 - ミュンヘン・フィルハーモニー管弦楽団 - ロンドン交響楽団 - ロンドン・フィルハーモニー管弦楽団 - ロイヤル・フィルハーモニー管弦楽団 - サンタ・チェチ‐リア管弦楽団 - スペイン放送交響楽団 - フィンランド放送交響楽団 | - デンマーク国立放送交響楽団 - フィラディルフィア管弦楽団 - 香港フィルハーモニー管弦楽団 - 韓国交響楽団 - 上海交響楽団 - 台北フィルハーモニー管弦楽団 - マレーシア・フィルハーモニー管弦楽団 - NHK交響楽団 - 読売日本交響楽団 - 新日本フィルハーモニー交響楽団 - 名古屋フィルハーモニー交響楽団 - セントラル愛知交響楽団 ほか |

## 演奏曲目

### 第1部: 式典
- YOSHIKI作曲：「I'll Be Your Love」（公式イメージソング）指揮：YOSHIKI
- 渡辺俊幸作曲：「愛・未来」（開会式公式テーマ曲）指揮：佐渡裕

### 第2部: 愛・地球シンフォニー
- ホルスト作曲：組曲「惑星」より木星
- ショパン作曲：ノクターン「遺作」ピアノ演奏:フジ子・ヘミング
- ストラヴィンスキー作曲：「火の鳥」バレエ:宮内真理子